# Concepción (Tucumán)

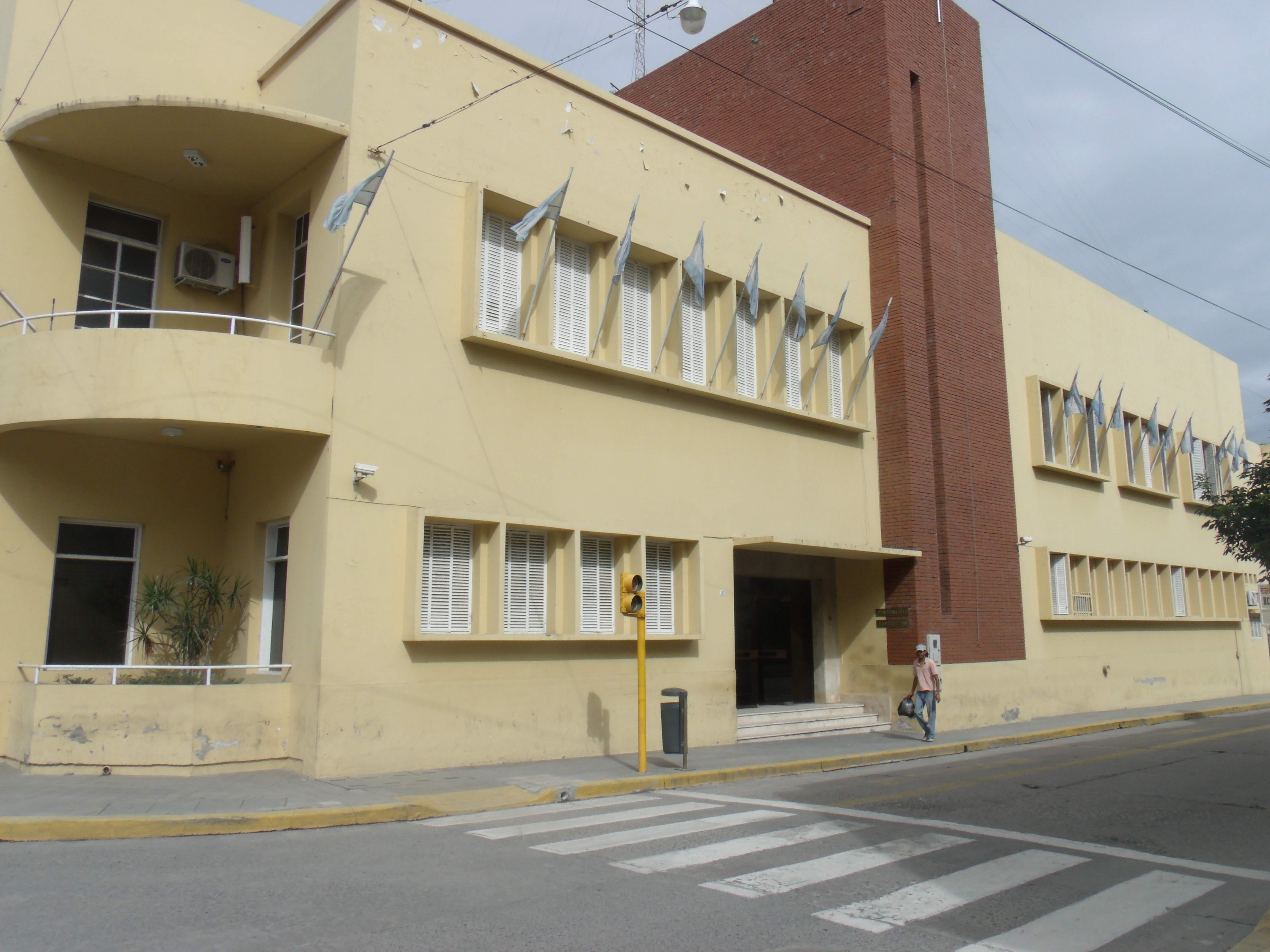
Concepción, Rathaus

Concepción ist Hauptstadt des Departamentos Chicligasta im nordwestlichen Argentinien. Sie liegt im Süden der Provinz Tucumán auf einer Höhe von 370 Metern und hat 49.782 Einwohner (2010, INDEC); damit ist sie die größte Stadt der Provinz außerhalb des Ballungsraums von San Miguel de Tucumán. Die Entfernung zwischen Concepción und San Miguel de Tucumán über die Ruta Nacional 38 beträgt 76 Kilometer.
Concepción nennt sich Perla del Sur (Perle des Südens).

## Lage
Concepción liegt am Río Chirimayo in einer landwirtschaftlich genutzten Ebene. Westlich der Stadt befinden sich die vom subtropischen Nebelwald bedeckten Berge der Sierra de Aconquija. Über die Ruta Provincial 365 erreicht man den Parque Nacional Campo de los Alisos und die westlichen Gemeinden der Provinz Catamarca.

## Klima
Das Klima ist subtropisch mit warmen, sehr feuchten Sommern und sehr milden, relativ trockenen Wintern. Als jährliche mittlere Jahrestemperaturen wurden 12 °C (Minimum) und 26 °C (Maximum) gemessen. Der mittlere jährliche Niederschlag beträgt 1.000 Millimeter.

## Geschichte
Das Gründungsdatum der Stadt ist der 31. Oktober 1900.
Seit 1963 ist Concepción Sitz des römisch-katholischen Bistums Concepción. Als Kathedrale wurde die Kirche Inmaculada Concepción gewählt.

## Wirtschaft
Die Stadt ist das Dienstleistungszentrum des Südens der Provinz Tucumán und des Nordostens der Provinz Catamarca. Es versteht sich auch als Bildungs- und Kulturzentrum des Südens. Ebenfalls wichtig für die Wirtschaft ist die Lebensmittelindustrie (Zuckerfabrik La Corona).

### Tourismus
Concepción versucht am Tourismus zu verdienen, indem es sich als Urlaubsziel im Süden der Provinz positioniert. Die Stadt ist Ausgangspunkt für Besuche im Parque Nacional Campo de los Alisos und den Bosque de Cochuna.

## Persönlichkeiten
- Nasif Estéfano (1932–1973), Autorennfahrer
- Sergio Galván (* 1973), Fußballspieler